# Narodowy Uniwersytet Autonomiczny Meksyku

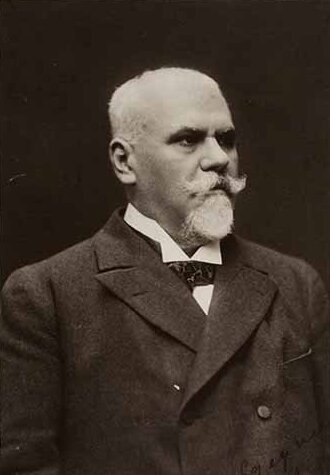
Justo Sierra - założyciel

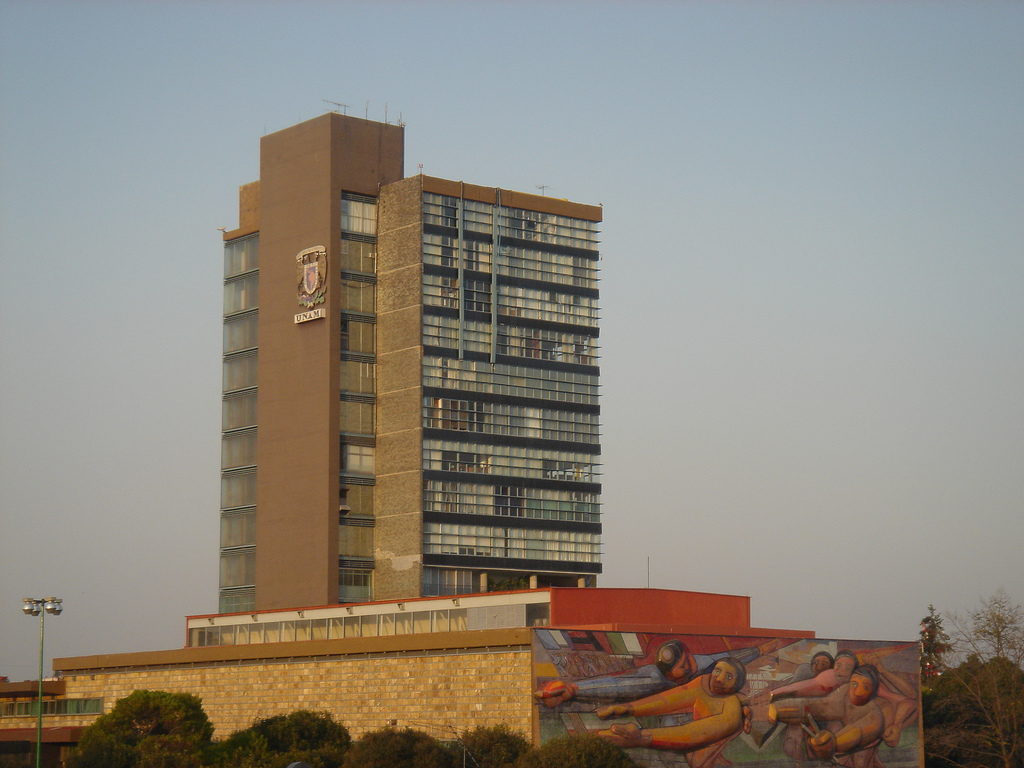
Rektorat

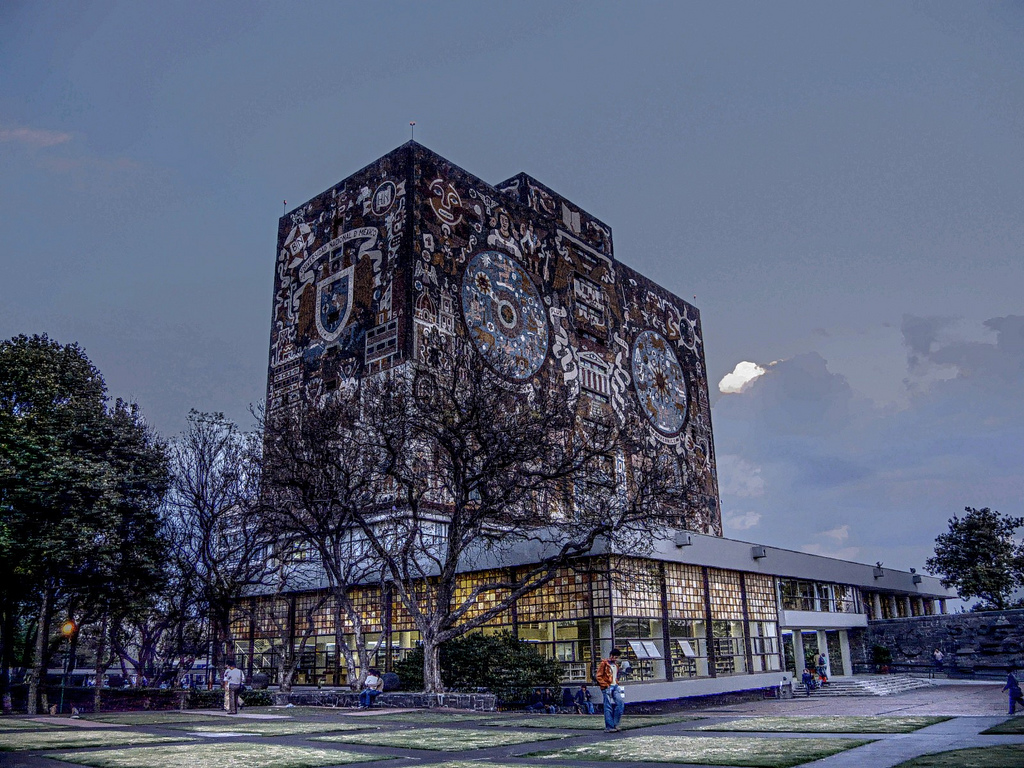
Biblioteka Narodowego Uniwersytetu Meksykańskiego

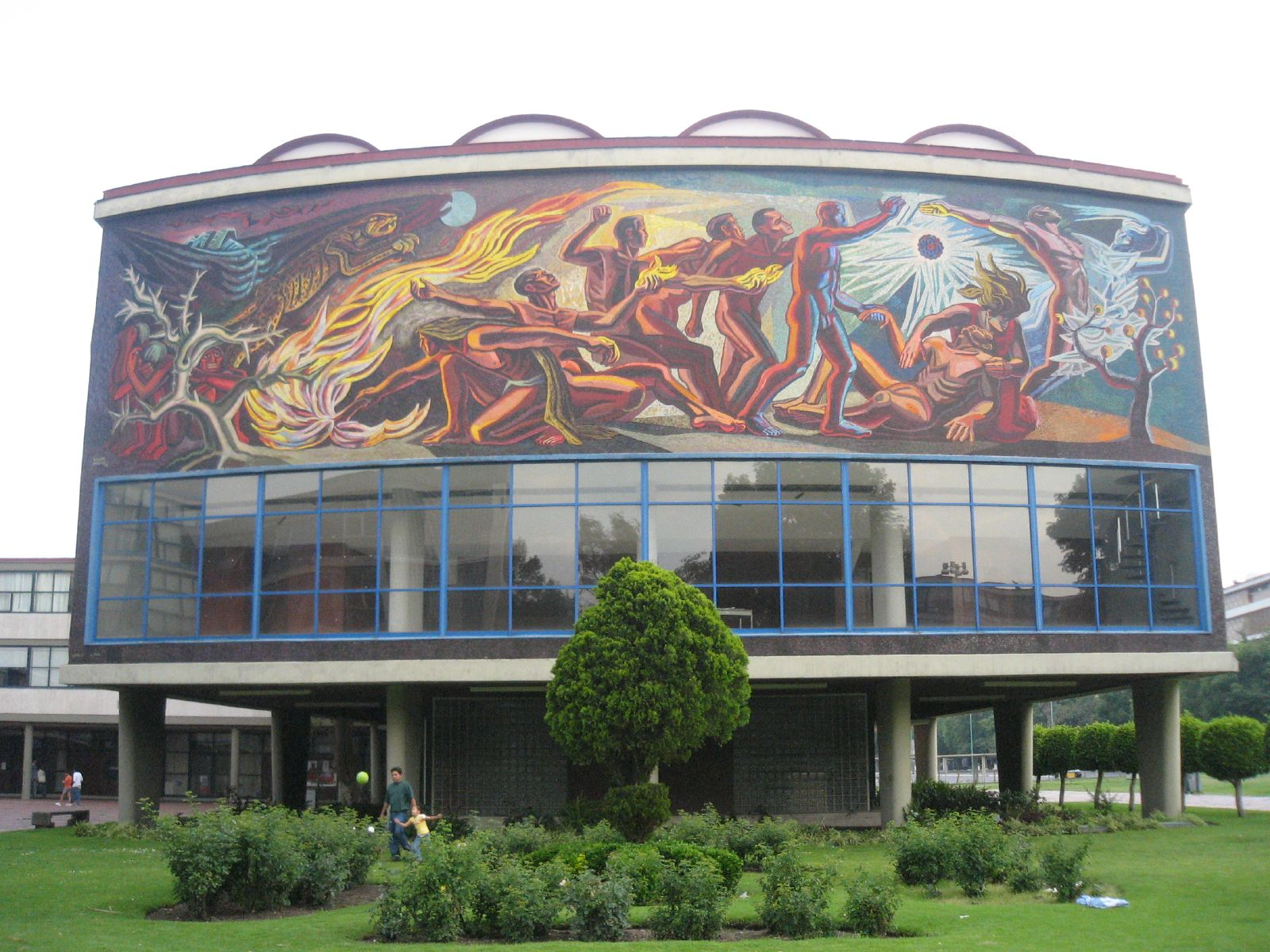
Jeden z licznych murali

Narodowy Uniwersytet Autonomiczny Meksyku (Narodowy Uniwersytet Meksyku), UNAM (hiszp. Universidad Nacional Autónoma de México) – duży państwowy uniwersytet w mieście Meksyk w Meksyku, założony 22 września 1551 jako Real y Pontificia Universidad de México. Jest najstarszym uniwersytetem na kontynencie północnoamerykańskim i największym uniwersytetem w Ameryce Łacińskiej.
Związanych jest z nim wielu noblistów, między innymi Alfonso García Robles (Pokojowa Nagroda Nobla), Octavio Paz (Literacka Nagroda Nobla), Mario Molina (Nagroda Nobla w dziedzinie chemii).

## Historia
Real y Pontificia Universidad de México został ufundowany 21 września 1551 dekretem hiszpańskiego króla Karola V, w Valladolid w Hiszpanii.

### Prezydenci
- Carlos Salinas de Gortari (prezydent Meksyku 1988–1994)
- Miguel de la Madrid Hurtado (prezydent Meksyku 1982–1988)
- José López Portillo y Pacheco (prezydent Meksyku 1976–1982)
- Luis Echeverría Álvarez (prezydent Meksyku 1970–1976)
- Miguel Alemán Valdés (prezydent Meksyku 1946–1952)
- Abel Pacheco de la Espriella (prezydent Kostaryki 2002–2006)
- Alfonso Portillo (prezydent Gwatemali 2000–2004)

### Politycy
- Antonio Carrillo Flores(inne języki) (minister)
- Andrés Manuel López Obrador kandydat na prezydenta Meksyku w 2006)
- Alan Cranston, amerykański senator z Kalifornii
- Alfonso Caso y Andrade(inne języki), archeolog
- Álvaro García Linera(inne języki), wiceprezydent Boliwii
- Veton Surroi, publicysta dla Kosowa oraz lider kosowskiej partii ORA

### Dyplomaci
- Antonio Carrillo Flores(inne języki), uprzedni minister spraw zagranicznych Meksyku podczas rządów Díaz Ordaz
- Alfonso García Robles, laureat pokojowej nagrody Nobla
- Antonio Gómez Robledo(inne języki), były minister spraw zagranicznych Meksyku podczas rządów López Portillo
- Narciso Bassols(inne języki), ambasador w Rosji, Francji i w Wielkiej Brytanii
- Rosario Green(inne języki), były minister spraw zagranicznych podczas rządów Ernesto Zedillo

### Artyści, pisarze, humaniści
- Alfonso Reyes(inne języki), pisarz, filozof i dyplomata
- Jaime Torres Bodet, pisarz i polityk
- Adolfo Sánchez Vázquez(inne języki), filozof i pisarz
- Elena Poniatowska, dziennikarz i pisarz
- Salvador Elizondo, pisarz i członek El Colegio Nacional(inne języki)
- Carlos Fuentes, pisarz, eseista i członek El Colegio Nacional(inne języki)
- Enrique Krauze(inne języki), historyk, eseista i wydawca (dyrektor dziennika Letras Libres(inne języki)
- Carlos Monsiváis(inne języki), autor artykułów wstępnych i pisarz
- José Emilio Pacheco, pisarz i członek El Colegio Nacional(inne języki)
- Fernando del Paso, pisarz
- Octavio Paz, poeta i eseista; laureat nagrody Nobla (nie ukończył studiów)
- Alfonso García Robles, laureat Pokojowej Nagrody Nobla
- Jaime Sabines, poeta
- Enrique Semo(inne języki), historyk, pisarz, aktywista, sekretarz do spraw kultury w mieście Meksyk
- Alfonso Caso(inne języki), archeolog
- Eduardo Pareyón Moreno, archeolog
- Agustín Landa Verdugo(inne języki), architekt i planista miejski
- Audre Lorde, pisarka, poetka i działaczka
- Jorge Volpi, powieściopisarz i eseista; obecny dyrektor Canal 22 w meksykańskiej wolnej telewizji
- Jacobo Zabludovsky(inne języki), dziennikarz i pierwszy prezenter telewizyjny w Meksyku
- William F. Buckley, pisarz i filozof polityki; uczęszczał w 1943, zanim został powołany do amerykańskiej armii w czasie II wojny światowej
- Roberto Gómez Bolaños(inne języki), satyryk, poeta, scenarzysta, aktor meksykański (inżynieria)
- Fernando Colunga, meksykański aktor telewizyjny (inżynieria)

### Lekarze i chirurdzy
- Carlos Fernández del Castillo, M.D. (schorzenia trzustki, chirurgia, chirurgia żołądkowo-jelitowa) (Massachusetts General Hospital, USA)
- Guillermo Soberón Acevedo(inne języki), biochemik i członek El Colegio Nacional(inne języki)
- Ruy Pérez Tamayo(inne języki), patolog

### Naukowcy
- Luis E. Miramontes, współwynalazca pigułki antykoncepcyjnej
- Rodolfo Neri Vela, pierwszy meksykański kosmonauta
- Mario J. Molina, laureat Nagrody Nobla w dziedzinie chemii
- Guillermo Haro, astronom, współodkrywca Obiektów Herbiga-Haro
- Carlos Frenk, astronom, pionier symulacji w strukturach o dużej skali
- Nabor Carrillo Flores(inne języki), specjalista mechaniki gleb, doradca do spraw energetyki jądrowej i były prezydent UNAM
- Miguel José Yacamán(inne języki), fizyk
- Miguel Alcubierre(inne języki), fizyka teoretyczna (patrz: napęd Alcubierre’a)
- Marcos Moshinsky(inne języki), fizyka teoretyczna
- Antonio Lazcano(inne języki), biolog
- Jerzy Rzedowski, botanik
- Víctor Neumann-Lara(inne języki), pionier graph theory
- Salvador Zubirán(inne języki), fizyk, założyciel National Institute of Nutrition
- Miguel de Icaza, programista

### Potentaci finansowi
- Carlos Slim Helú, drugi najbogatszy człowiek na świecie, według listy Forbesa z 2008

### Sportowcy
- Hugo Sánchez Márquez, jeden z najlepszych meksykańskich piłkarzy i były zawodnik Real Madryt.